# هوبلاند (كاليفورنيا)
هوبلاند (بالإنجليزية: Hopland)‏ سابقا سانيل (Sanel) هي منطقة ومكان مخصص للتعداد في مقاطعة ميندوسينو في ولاية كاليفورنيا. وهي تقع على الضفة الغربية من نهر الروسي وعلى بعد حوالي 13 ميل (21 كـم) من جنوب شرق أوكيه، وعلى ارتفاع 502 قدم (153 م). وكان عدد سكانها 756 نسمة في تعداد عام 2010.

## الجغرافيا
وفقا لمكتب تعداد الولايات المتحدة، فهي تغطي مساحة 3.6 ميل مربع (9.3 كيلومتر مربع)، 98.65٪ منها أراضي، و 1.35٪ منها مياه.